# Pecorara
Pecorara (emilián nyelven Pügrèra) település Olaszországban, Emilia-Romagna régióban, Piacenza megyében. Lakosainak száma 688 fő (2018. január 1.). Pecorara Nibbiano, Pianello Val Tidone, Piozzano, Travo, Bobbio, Romagnese és Zavattarello községekkel határos.

## Népesség
A település lakossága az elmúlt években az alábbi módon változott:

| 2017 | 714 |
| 2018 | 688 |